# Jackson County (Alabama)
Jackson County is een county in de Amerikaanse staat Alabama.
De county heeft een landoppervlakte van 2.794 km² en telt 53.926 inwoners (volkstelling 2000). De hoofdplaats is Scottsboro.

## Bevolkingsontwikkeling

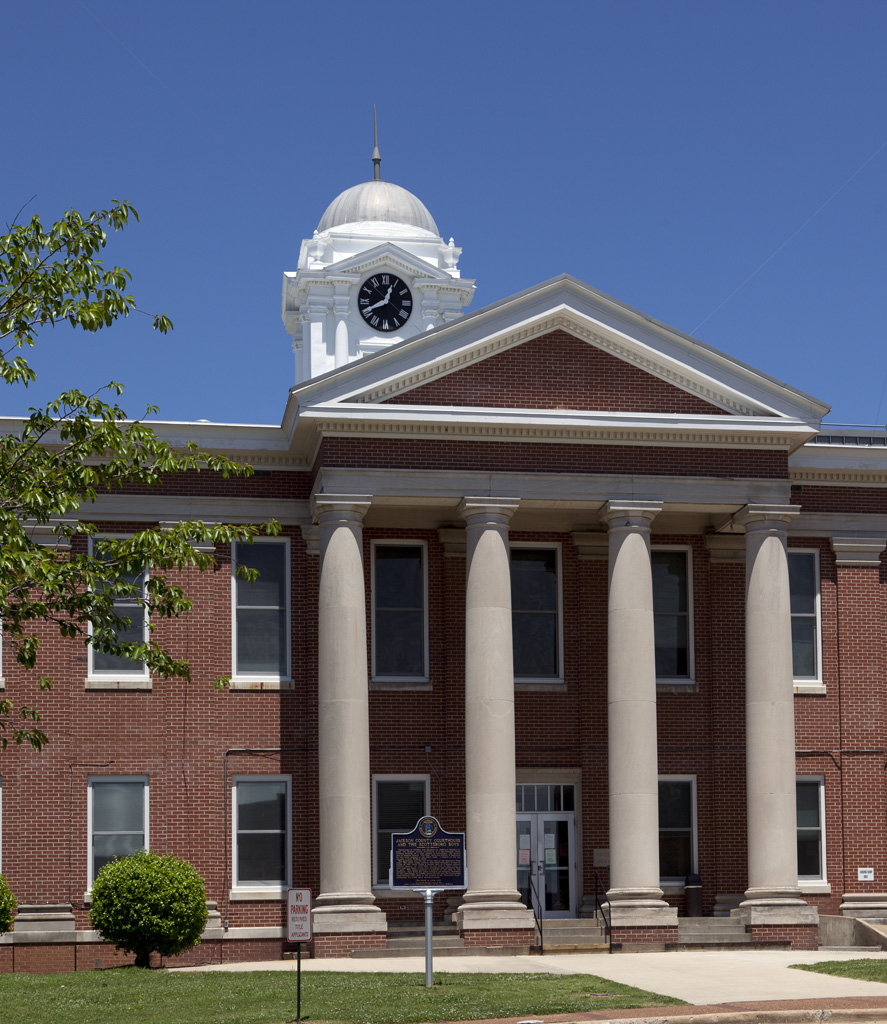
Jackson County Courthouse